# پارک کیونگ-سوک
پارک کیونگ-سوک (انگلیسی: Park Kyung-suk) تکواندوکار اهل کره جنوبی است.
وی در مسابقات قهرمانی تکواندو جهان ۱۹۹۳ در نیویورک، در دسته سبک‌وزن، مدال نقره و در مسابقات قهرمانی تکواندو جهان ۱۹۹۵ در مانیل، مدال طلا را از آن خود کرد.